# Aphanogmus lamellifer
Aphanogmus lamellifer är en stekelart som beskrevs av Paul Dessart 1994. Aphanogmus lamellifer ingår i släktet Aphanogmus och familjen pysslingsteklar. Inga underarter finns listade i Catalogue of Life.